# Michael Fassbender
Michael Fassbender (Heidelberg, República Federal de Alemania, 2 de abril de 1977) es un actor, productor de cine y piloto de carreras germanoirlandés.
Su debut en el cine fue con la película 300 (2007). En 2008 con el filme Hunger (2008) obtuvo su primer papel protagonista, el cual fue bien recibido por parte de la crítica y con el cual ganó su primer British Independent Film Awards. En 2009 participó en dos películas que de igual manera fueron bien recibidas por los críticos, Fish Tank (2009) de Andrea Arnold e Inglourious Basterds (2009) de Quentin Tarantino. En 2010 actuó en su primera película de superhéroes, Jonah Hex (2010) en la que dio vida al villano Burke.
2011 fue un año muy fructífero para el actor, ya que actuó en películas por las cuales obtuvo mucho reconocimiento; Jane Eyre (2011) la cual está basada en la aclamada novela homónima de Charlotte Brontë, X-Men: primera generación (2011) en la cual interpretó uno de sus papeles más emblemáticos, al famoso villano Magneto de la franquicia X-Men, A Dangerous Method (2011) y Shame (2011) por la cual obtuvo múltiples nominaciones a prestigiosos premios incluyendo el Globo de Oro y los premios BAFTA.
En 2012 actuó en una de sus películas más taquilleras, la precuela de la saga de alien Prometheus (2012). Con 12 Years a Slave (2013), película ganadora al premio Óscar, obtuvo su primera nominación en dichos premios, en la categoría de actor de reparto, al interpretar al esclavista Edwin Epps. En 2014, retomó su papel como Erik Lehnsherr / Magneto en X-Men: días del futuro pasado (2014). Nuevamente fue nominado a los Premios Óscar en 2015, pero esta vez en la categoría de mejor actor principal por su papel en la película Steve Jobs (2015). También interpretó al rey Macbeth en la adaptación de 2015 de la obra homónima de William Shakespeare, ganándose numerosas críticas positivas. En 2016 interpretó por tercera vez a Magneto en el filme X-Men: Apocalipsis y participó como protagonista en la película Assassin's Creed en el papel de Callum Lynch y su antepasado Aguilar.
Por otro lado, Fassbender es piloto de automovilismo y compite en campeonatos internacionales desde 2017.

## Primeros años
Michael Fassbender es hijo de una norirlandesa (sobrina nieta de Michael Collins) y de un alemán. Nació en Alemania Occidental, pero en su niñez se trasladó a Irlanda, país en el que su familia regentó un restaurante. Estudió en el prestigioso Central School of Speech and Drama, y comenzó su carrera como actor en la televisión con la miniserie sobre la Segunda Guerra Mundial Band of Brothers, cuyos productores ejecutivos fueron Steven Spielberg y Tom Hanks.

## Carrera

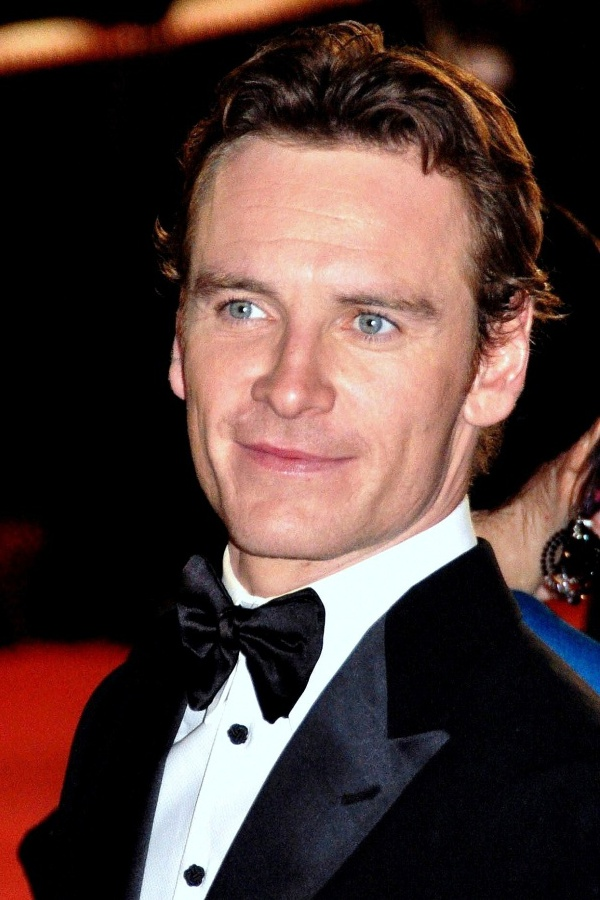
Fassbender en el Festival de Cannes de 2009.

Su primer largometraje cinematográfico fue la épica histórica 300 (2006), película de Zack Snyder en la que interpretaba a Stelios. Un año después trabajó con el francés François Ozon en Angel (2007).
Obtuvo su primer papel protagonista de la mano de Steve McQueen en su ópera prima cinematográfica Hunger (2008). En esta película el actor germanoirlandés interpreta a Bobby Sands, un miembro del IRA y diputado del Parlamento británico que llevó a cabo una huelga de hambre de gran repercusión internacional. Este papel le valió a Fassbender el aplauso unánime de la crítica. Volvió a trabajar con McQueen en Shame (2011), en la que interpretó a un treintañero de Nueva York con serios problemas para controlar y disfrutar su vida sexual.
En el 2009 estrena el drama británico con triángulo amoroso Fish Tank (2009), donde compartió protagonismo con Katie Jarvis y Kierston Wareing.
Posteriormente realizó otros trabajos entre los que destacan Inglourious Basterds (2009), de Quentin Tarantino; Centurión (2010), de Neil Marshall; Jonah Hex (2010), de Jimmy Hayward; X-Men: primera generación (2011), de Matthew Vaughn; A Dangerous Method (2011), de David Cronenberg; o Prometheus (2012), de Ridley Scott.
En 2013 apareció en la cinta The Counselor de Ridley Scott. Más tarde actuó en la película 12 Years a Slave, interpretando a Edwin Epps, un plantador cruel que cree que el derecho a abusar de sus esclavos está autorizado por la Biblia, papel que le valió su primera nominación a los Premios Oscar y numerosos reconocimientos de los críticos.
Protagonizó la cinta Frank dirigida por Lenny Abrahamson basada en la historia del músico Frank Sidebottom, cuya première tuvo lugar en el Festival de Cine Sundance en enero de 2014. También retomó su papel de Magneto en la secuela de la cinta X-Men: primera generación; X-Men: días del futuro pasado donde volvió a compartir pantalla con James McAvoy, Jennifer Lawrence y Nicholas Hoult y con el reparto de la saga original, la película se estrenó en 2014.
En el teatro, Fassbender logró un gran éxito por la interpretación de su familiar Michael Collins en la obra Allegiance. La obra fue uno de los grandes éxitos en el Festival de Edimburgo del 2006.
En 2014 Fassbender es elegido para llevar al cine la adaptación del famoso juego de Ubisoft Assassin's Creed, cuyo rodaje comenzaría en septiembre del 2015 y se estrenaría en las navidades de 2016.
En 2015, participó en Steve Jobs (2015), su actuación lo llevó a ser nominado por segunda vez a los Óscar, esta vez como mejor actor principal. En 2017 protagoniza Alien: Covenant, la segunda parte de las precuelas de la saga Alien dirigida nuevamente por el cineasta norteamericano Ridley Scott. En 2019 encarna nuevamente a Magneto en Dark Phoenix, protagonizada por Sophie Turner.
En 2024 se estrenó la serie The Agency (La agencia), en la que actúa como protagonista junto a otros actores como Jeffrey Wright y Richard Gere.

## Carrera automovilística
Fassbender se ha declarado aficionado a la Fórmula 1, y ha asistido a varias carreras. En Top Gear afirmó que era un fan de Michael Schumacher y lo conoció en el Gran Premio de Gran Bretaña. En 2018 fue invitado de honor en las 24 Horas de Le Mans.
Inició su carrera en la Coppa Shell de la Ferrari Challenge 2017. Al año siguiente participó en la temporada completa de la Ferrari Challenge North America, ganando en una carrera.
En 2019 participó en el German Porsche Racing Experience y fue el protagonista de la serie documental Road to Le Mans de la propia Porsche. Al año siguiente llegó en la European Le Mans Series (clase LMGTE) con un Porsche 911 RSR compartido con Richard Lietz y Felipe Fernandez Laser. También debutó en la Porsche Supercup como piloto invitado para una sola competencia.

## Vida privada
Habla alemán, a pesar de que tuvo que repasarlo un poco ya que estaba algo oxidado antes de filmar Inglourious Basterds. También ha expresado su interés en la realización de una película o producción teatral en alemán.
Desde 2006 hasta 2008 mantuvo una relación sentimental con la cantante y bailarina Adriana Atella, hijastra de Sam Neill. En 2009 sale a la luz su difícil ruptura con Sunawin Andrews, quien lo denunció por violencia doméstica y solicitó una orden de alejamiento contra el actor para que se alejara de ella y sus hijos. Fassbender empezó a salir con la también actriz Zoë Kravitz durante el rodaje de X-Men: primera generación, y terminaron en verano de 2011. Comenzó una relación con su coprotagonista de  Shame Nicole Beharie; sin embargo, terminó el mes de enero de 2013 cuando la actriz anunció que tras tres semanas de vacaciones junto al actor, lo habían dejado.
En 2013, tuvo un breve romance con la atleta Louise Hazel.
Desde diciembre de 2014 hasta la actualidad mantiene una relación con la actriz Alicia Vikander, con quien se casó en Ibiza en 2017. Tienen dos hijos en común nacidos en 2021 y 2024.

## Filmografía

### Cine

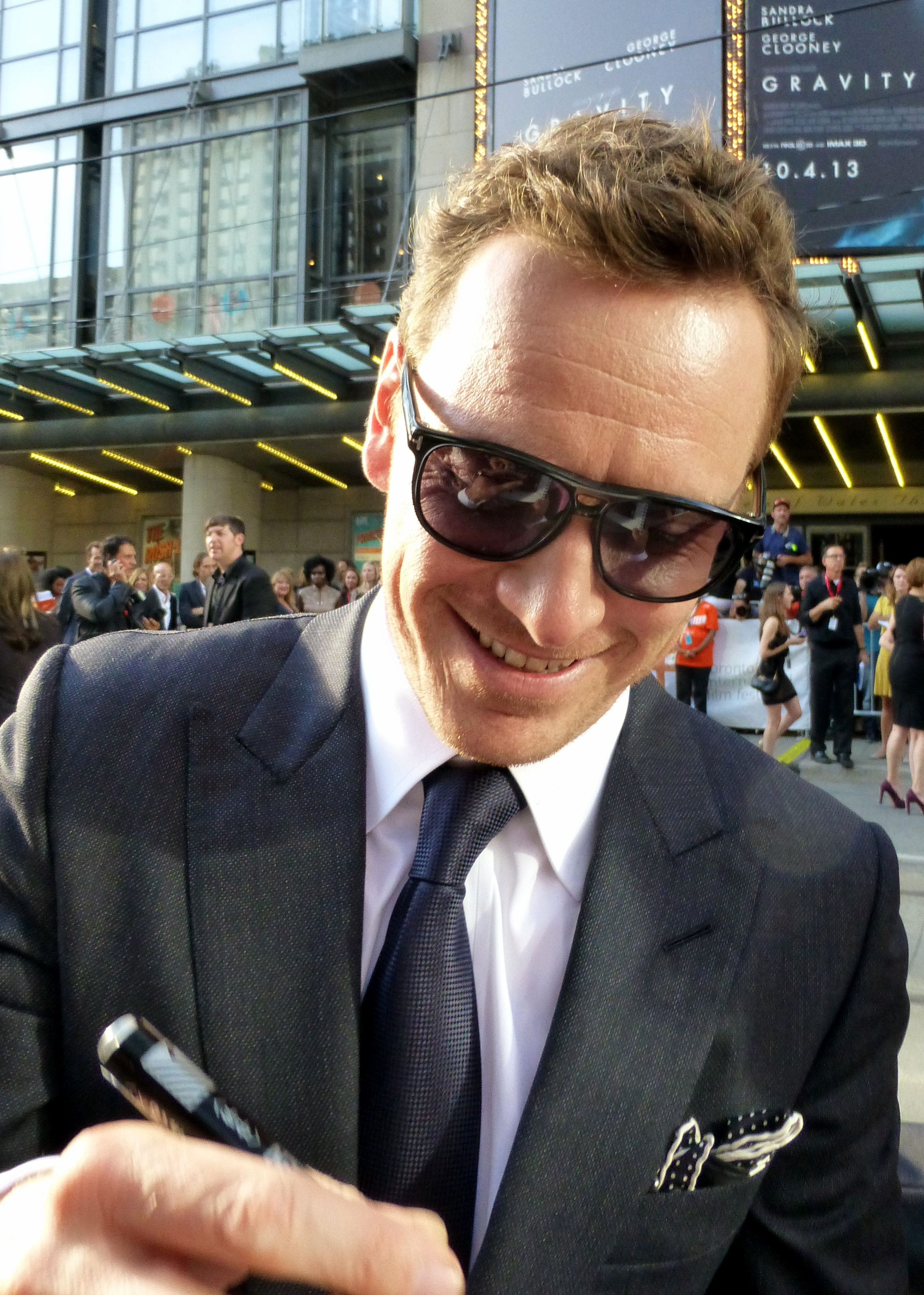
Fassbender firmando un autógrafo en la premier de 12 Years a Slave

| Año  | Título                        | Papel                         |
| ---- | ----------------------------- | ----------------------------- |
| 2006 | 300                           | Stelios                       |
| 2007 | Angel                         | Esmé Howe-Nevinson            |
| 2008 | Hunger                        | Bobby Sands                   |
| 2008 | Eden Lake                     | Steve                         |
| 2009 | Blood Creek                   | Richard Wirth                 |
| 2009 | Fish Tank                     | Connor                        |
| 2009 | Inglourious Basterds          | Archie Hicox                  |
| 2010 | Centurión                     | Quintus Dias                  |
| 2010 | Jonah Hex                     | Burke                         |
| 2011 | Jane Eyre                     | Mr. Rochester                 |
| 2011 | X-Men: primera generación     | Erik Lehnsherr/Magneto        |
| 2011 | A Dangerous Method            | Carl Gustav Jung              |
| 2011 | Shame                         | Brandon                       |
| 2012 | Haywire                       | Paul                          |
| 2012 | Prometheus                    | David                         |
| 2013 | 12 Years a Slave              | Edwin Epps                    |
| 2013 | The Counselor                 | Counselor                     |
| 2013 | 1 (documental)                | Narrador                      |
| 2014 | Frank                         | Frank                         |
| 2014 | X-Men: días del futuro pasado | Erik Lehnsherr/Magneto        |
| 2015 | Slow West                     | Silas                         |
| 2015 | Macbeth                       | Macbeth                       |
| 2015 | Steve Jobs                    | Steve Jobs                    |
| 2016 | X-Men: Apocalipsis            | Erik Lehnsherr/Magneto        |
| 2016 | Trespass Against Us           | Chad Cutler                   |
| 2016 | La luz entre los océanos      | Tom Sherbourne                |
| 2016 | Assassin's Creed              | Callum Lynch/Aguilar de Nerja |
| 2017 | Alien: Covenant               | David/Walter                  |
| 2017 | The Snowman                   | Harry Hole                    |
| 2017 | Song to Song                  | Cook                          |
| 2019 | Dark Phoenix                  | Erik Lehnsherr/Magneto        |
| 2023 | Next Goal Wins                | Thomas Rongen                 |
| 2023 | The Killer                    | Christian / El asesino        |

### Televisión
| Año  | Título                                                                             | Papel                             | Notas                                 |
| ---- | ---------------------------------------------------------------------------------- | --------------------------------- | ------------------------------------- |
| 2001 | Hearts and Bones                                                                   | Geoff Posner                      | 3 episodios                           |
| 2001 | Band of Brothers                                                                   | Sargento Burton 'Pat' Christenson | Miniserie, 7 episodios                |
| 2002 | NCS Manhunt                                                                        | Jack Silver                       | 1 episodio                            |
| 2002 | Holby City                                                                         | Christian Connolly                | Episodio: "Ghosts"                    |
| 2003 | Carla                                                                              | Rob                               | Película                              |
| 2004 | Gunpowder, Treason & Plot                                                          | Guy Fawkes                        | Película                              |
| 2004 | Julian Fellowes Investigates: A Most Mysterious Murder - The Case of Charles Bravo | Charles Bravo                     | Película                              |
| 2004 | A Bear Named Winnie                                                                | Teniente Harry Colebourn          | Película                              |
| 2004 | Sherlock Holmes and the Case of the Silk Stocking                                  | Charles Allen                     | Película                              |
| 2005 | William and Mary                                                                   | Lukasz                            | Episodio: #3.3                        |
| 2005 | Murphy's Law                                                                       | Caz Miller                        | 5 episodios                           |
| 2005 | Our Hidden Lives                                                                   | Prisionero de guerra alemán       | Película                              |
| 2005 | Hex                                                                                | Azazeal                           | 19 episodios; 2 temporadas, 2004-2005 |
| 2006 | Agatha Christie's Poirot                                                           | George Abernethie                 | Episodio: "Después del funeral"       |
| 2006 | Trial & Retribution: Sins of the Father                                            | Douglas Nesbitt                   | 2 episodios                           |
| 2007 | Wedding Belles                                                                     | Barney                            | Película                              |
| 2008 | The Devil's Whore                                                                  | Thomas Rainsborough               | Miniserie, 4 episodios                |

### Créditos como productor
| Año  | Título                       | Notas                              |
| ---- | ---------------------------- | ---------------------------------- |
| 2011 | Pitch Black Heist            | Productor ejecutivo, también actor |
| 2014 | Slow West                    | Productor ejecutivo                |
| 2015 | Zero Project (Serie Youtube) | Productor ejecutivo                |
| 2016 | Assassin's Creed             | Productor, preproducción           |

## Videojuegos
| Año  | Videojuego | Personaje | Notas |
| ---- | ---------- | --------- | ----- |
| 2010 | Fable III  | Logan     |       |

## Teatro
| Año  | Producción                | Dramaturgo                              | Papel                        | Notas                                        |
| ---- | ------------------------- | --------------------------------------- | ---------------------------- | -------------------------------------------- |
| 1994 | Fairytales Fairytales 123 | Donie Courtney                          | Hermana fea de la Cenicienta | - Etapa de debut                             |
| 1995 | Reservoir Dogs            | Basado en el guion de Quentin Tarantino | Mr. Pink                     | - También productor y director               |
| 1999 | Three Sisters             | Antón Chéjov                            | Alexei Petrovich Fedotik     | - Actuaciones: The Oxford Stage Company      |
| 2006 | Allegiance                | Mary Kenny                              | Michael Collins              | - Actuaciones: The Edinburgh Fringe Festival |

## Reconocimientos artísticos (parcial, hasta 2014)
| Año  | Premio                                                                  | Categoría                                          | Película                                                        | Resultado  |
| ---- | ----------------------------------------------------------------------- | -------------------------------------------------- | --------------------------------------------------------------- | ---------- |
| 2008 | Stockholm Film Festival                                                 | Mejor actor                                        | Hunger                                                          | Ganador    |
| 2008 | Montréal Festival of New Cinema                                         | Premio de actuación                                | Hunger                                                          | Ganador    |
| 2008 | Premios del Cine Europeo                                                | Mejor actor                                        | Hunger                                                          | Nominado   |
| 2008 | Chicago International Film Festival                                     | Hugo de plata al mejor actor                       | Hunger                                                          | Ganador    |
| 2008 | British Independent Film Awards                                         | Mejor actor                                        | Hunger                                                          | Ganador    |
| 2009 | Toronto Film Critics Association Awards                                 | Mejor actor                                        | Hunger                                                          | Nominado   |
| 2009 | London Critics' Circle Film Awards                                      | Actor británico del año                            | Hunger                                                          | Ganador    |
| 2009 | Evening Standard British Film Awards                                    | Mejor actor                                        | Hunger                                                          | Nominado   |
| 2009 | Irish Film and Television Awards                                        | Mejor actor en un papel principal en una película  | Hunger                                                          | Nominado   |
| 2009 | Irish Film and Television Awards                                        | Mejor actor en un papel de reparto en televisión   | The Devil's Whore                                               | Ganador    |
| 2009 | Irish Film and Television Awards                                        | Premio Rising Star                                 |                                                                 | Ganador    |
| 2009 | Premios BAFTA                                                           | Premio Rising Star                                 |                                                                 | Nominado   |
| 2009 | Chicago International Film Festival                                     | Placa de oro al mejor actor secundario             | Fish Tank                                                       | Ganador    |
| 2009 | British Independent Film Awards                                         | Mejor actor de reparto                             | Fish Tank                                                       | Nominado   |
| 2010 | London Critics' Circle Film Awards                                      | Actor británico de reparto del año                 | Fish Tank                                                       | Ganador    |
| 2010 | Irish Film and Television Awards                                        | Mejor actor en un papel de reparto en una película | Fish Tank                                                       | Nominado   |
| 2010 | Screen Actors Guild Awards                                              | Mejor interpretación de un reparto en una película | Inglourious Basterds                                            | Ganador    |
| 2010 | Central Ohio Film Critics Association                                   | Mejor del conjunto                                 | Inglourious Basterds                                            | Ganador    |
| 2011 | Premio Chlotrudis                                                       | Mejor actor de reparto                             | Fish Tank                                                       | Nominado   |
| 2011 | Premios Sant Jordi                                                      | Mejor actor en película extranjera                 | Jane Eyre, Un método peligroso                                  | Ganador    |
| 2011 | Scream Award                                                            | Mejor actor de fantasía                            | X-Men: primera generación                                       | Nominado   |
| 2011 | Scream Award                                                            | Interpretación sobresaliente – Masculina           | X-Men: primera generación                                       | Nominado   |
| 2011 | Scream Award                                                            | Mejor del conjunto                                 | X-Men: primera generación                                       | Nominado   |
| 2011 | Premios People's Choice                                                 | Favorito del conjunto de reparto de película       | X-Men: primera generación                                       | Nominado   |
| 2011 | National Board of Review                                                | Premio del proyector                               | A Dangerous Method, Jane Eyre, Shame, X-Men: primera generación | Ganador    |
| 2011 | LAFCA Award                                                             | Mejor actor                                        | A Dangerous Method, Jane Eyre, Shame, X-Men: primera generación | Ganador    |
| 2011 | Festival Internacional de Cine de Venecia                               | Copa Volpi                                         | Shame                                                           | Ganador    |
| 2011 | British Independent Film Awards                                         | Mejor actor                                        | Shame                                                           | Ganador    |
| 2011 | Festival de Cine Europeo de Sevilla 2011                                | Mejor actor                                        | Shame                                                           | Ganador    |
| 2011 | Satellite Awards                                                        | Mejor actor en una película                        | Shame                                                           | Nominado   |
| 2011 | Chicago Film Critics Association Awards                                 | Mejor actor                                        | Shame                                                           | Nominado   |
| 2011 | WAFCA Award                                                             | Mejor actor                                        | Shame                                                           | Nominado   |
| 2011 | Houston Film Critics                                                    | Mejor actor                                        | Shame                                                           | Ganador    |
| 2011 | Detroit Film Critics Society                                            | Mejor actor                                        | Shame                                                           | Ganador    |
| 2011 | Florida Film Critics Circle Awards                                      | Mejor actor                                        | Shame                                                           | Ganador    |
| 2011 | St. Louis Gateway Film Critics Association                              | Mejor actor                                        | Shame                                                           | Nominado   |
| 2011 | Phoenix Film Critics Society                                            | Mejor actor                                        | Shame                                                           | Nominado   |
| 2011 | Online Film Critics Society Awards                                      | Mejor actor                                        | Shame                                                           | Ganador    |
| 2011 | Critics' Choice Movie Awards                                            | Mejor actor                                        | Shame                                                           | Nominado   |
| 2011 | Golden Globes                                                           | Globo de Oro al mejor actor - Drama                | Shame                                                           | Nominado   |
| 2011 | London Critics' Circle Film Awards                                      | Actor del año                                      | Shame                                                           | Nominado   |
| 2011 | London Critics' Circle Film Awards                                      | Actor británico del año                            | A Dangerous Method, Shame                                       | Ganador    |
| 2012 | Central Ohio Film Critics Association                                   | Actor del año                                      | A Dangerous Method, Jane Eyre, Shame, X-Men: primera generación | Nominado   |
| 2012 | Central Ohio Film Critics Association                                   | Mejor actor                                        | Shame                                                           | Nominado   |
| 2012 | Capri, Hollywood - The International Film Festival Award                | Mejor actor                                        | Shame                                                           | Ganador    |
| 2012 | Vancouver Film Critics Circle                                           | Mejor actor                                        | Shame                                                           | Ganador    |
| 2012 | Indie Wire Critics Survey                                               | Mejor interpretación principal                     | Shame                                                           | Ganador    |
| 2012 | Denver Film Critics Society                                             | Mejor actor                                        | Shame                                                           | Nominado   |
| 2012 | Village Voice Film Poll                                                 | Mejor actor                                        | Shame                                                           | Nominado   |
| 2012 | Toronto Film Critics Association Awards                                 | Mejor actor                                        | Shame                                                           | Nominado   |
| 2012 | Irish Film and Television Awards                                        | Mejor actor en un papel principal en una película  | Shame                                                           | Ganador    |
| 2012 | Alliance of Women Film Journalists Award                                | Mejor actor                                        | Shame                                                           | Ganador    |
| 2012 | The Gay and Lesbian Entertainment Critics Association Film And TV Award | Interpretación del año                             | Shame                                                           | Nominado   |
| 2012 | The Gay and Lesbian Entertainment Critics Association Award             | Figura emergente                                   | Shame                                                           | Ganador    |
| 2012 | Australian Academy of Cinema and Television Arts Award                  | Premio AACTA internacional al mejor actor          | Shame                                                           | Nominado   |
| 2012 | Premios BAFTA                                                           | Mejor actor protagonista                           | Shame                                                           | Nominado   |
| 2012 | Sant Jordi Award                                                        | Mejor actor extranjero                             | Shame                                                           | Ganador    |
| 2012 | The Richard Attenborough UK Regional Film Awards                        | Mejor actor                                        | Shame                                                           | Ganador    |
| 2012 | Evening Standard British Film Awards                                    | Mejor actor                                        | Shame                                                           | Ganador    |
| 2012 | Genie Awards                                                            | Mejor actor en un papel principal                  | A Dangerous Method                                              | Nominado   |
| 2013 | London Critics' Circle Film Awards                                      | Mejor actor de reparto                             | Prometheus                                                      | Nominado   |
| 2013 | Saturn Awards                                                           | Mejor actor de reparto                             | Prometheus                                                      | Nominado   |
| 2013 | Capri, Hollywood - The International Film Festival Award                | Mejor actor de reparto                             | 12 Years a Slave                                                | Ganador    |
| 2013 | Dallas-Fort Worth Film Critics Association Awards                       | Mejor actor de reparto                             | 12 Years a Slave                                                | Subcampeón |
| 2013 | Florida Film Critics Circle Awards                                      | Mejor actor de reparto                             | 12 Years a Slave                                                | Subcampeón |
| 2013 | Kansas City Film Critics Circle Awards                                  | Mejor actor de reparto                             | 12 Years a Slave                                                | Ganador    |
| 2013 | New York Film Critics Circle Awards                                     | Mejor actor de reparto                             | 12 Years a Slave                                                | Subcampeón |
| 2013 | Phoenix Film Critics Society                                            | Mejor actor de reparto                             | 12 Years a Slave                                                | Nominado   |
| 2013 | San Diego Film Critics Society Awards                                   | Mejor actor de reparto                             | 12 Years a Slave                                                | Nominado   |
| 2013 | San Francisco Film Critics Circle                                       | Mejor actor de reparto                             | 12 Years a Slave                                                | Nominado   |
| 2013 | Southeastern Film Critics Association Awards                            | Mejor actor de reparto                             | 12 Years a Slave                                                | Subcampeón |
| 2013 | Washington D. C. Area Film Critics Association AwardsF                  | Mejor actor de reparto                             | 12 Years a Slave                                                | Nominado   |
| 2014 | Academy Awards                                                          | Mejor actor de reparto                             | 12 Years a Slave                                                | Nominado   |
| 2014 | Australian Academy of Cinema and Television Arts Award                  | Mejor actor de reparto                             | 12 Years a Slave                                                | Ganador    |
| 2014 | Premios BAFTA                                                           | Mejor actor de reparto                             | 12 Years a Slave                                                | Nominado   |
| 2014 | Central Ohio Film Critics Association                                   | Mejor actor de reparto                             | 12 Years a Slave                                                | Nominado   |
| 2014 | Chicago Film Critics Association Awards                                 | Mejor actor de reparto                             | 12 Years a Slave                                                | Nominado   |
| 2014 | Critics' Choice Movie Award                                             | Mejor actor de reparto                             | 12 Years a Slave                                                | Nominado   |
| 2014 | Independent Spirit Awards                                               | Mejor actor de reparto                             | 12 Years a Slave                                                | Nominado   |
| 2014 | Golden Globes                                                           | Mejor actor de reparto                             | 12 Years a Slave                                                | Nominado   |
| 2014 | Online Film Critics Society Awards                                      | Mejor actor de reparto                             | 12 Years a Slave                                                | Ganador    |
| 2014 | Satellite Awards                                                        | Mejor actor de reparto                             | 12 Years a Slave                                                | Nominado   |
| 2014 | Screen Actors Guild Awards                                              | Mejor actor de reparto                             | 12 Years a Slave                                                | Nominado   |
| 2014 | Screen Actors Guild Awards                                              | Mejor interpretación por un cast en una película   | 12 Years a Slave                                                | Nominado   |
| 2014 | Stockholm Film Festival                                                 | Mejor actor de reparto                             | 12 Years a Slave                                                | Subcampeón |
| 2014 | Vancouver Film Critics Circle                                           | Mejor actor de reparto                             | 12 Years a Slave                                                | Nominado   |
| 2014 | Empire Awards                                                           | Mejor actor de reparto                             | 12 Years a Slave                                                | Ganador    |
| 2014 | Toronto Film Critics Association Awards                                 | Mejor actor de reparto                             | 12 Years a Slave                                                | Subcampeón |
| 2014 | Irish Film and Television Awards                                        | Mejor actor de reparto                             | 12 Years a Slave                                                | Ganador    |
| 2014 | MTV Movie Awards                                                        | Mejor Villano                                      | 12 Years a Slave                                                | Nominado   |
| 2014 | London Critics' Circle Film Awards                                      | Mejor actor de reparto                             | 12 Years a Slave                                                | Nominado   |
| 2014 | London Critics' Circle Film Awards                                      | Actor inglés del año                               | 12 Years a Slave, The Counselor                                 | Nominado   |

### Premios Óscar
| Año  | Categoría              | Película         | Resultado |
| ---- | ---------------------- | ---------------- | --------- |
| 2014 | Mejor Actor de Reparto | 12 Years a Slave | Nominado  |
| 2016 | Mejor Actor            | Steve Jobs       | Nominado  |

### Globos de Oro
| Año  | Categoría              | Película         | Resultado |
| ---- | ---------------------- | ---------------- | --------- |
| 2016 | Mejor Actor - Drama    | Steve Jobs       | Nominado  |
| 2014 | Mejor Actor de Reparto | 12 Years a Slave | Nominado  |
| 2012 | Mejor Actor - Drama    | Shame            | Nominado  |

### BAFTA
| Año  | Categoría              | Película           | Resultado |
| ---- | ---------------------- | ------------------ | --------- |
| 2016 | Mejor Actor            | Steve Jobs         | Nominado  |
| 2014 | Mejor Actor de Reparto | 12 Years a Slave   | Nominado  |
| 2012 | Mejor Actor            | Shame              | Nominado  |
| 2009 | Estrella Emergente     | Estrella Emergente | Nominado  |

### Sindicato de Actores
| Año  | Categoría              | Película             | Resultado |
| ---- | ---------------------- | -------------------- | --------- |
| 2016 | Mejor Actor            | Steve Jobs           | Nominado  |
| 2014 | Mejor Actor de Reparto | 12 Years a Slave     | Nominado  |
| 2014 | Mejor Reparto          | 12 Years a Slave     | Nominado  |
| 2010 | Mejor Reparto          | Inglourious Basterds | Ganador   |

### Crítica Cinematográfica
| Año  | Categoría              | Película         | Resultado |
| ---- | ---------------------- | ---------------- | --------- |
| 2016 | Mejor Actor            | Steve Jobs       | Nominado  |
| 2014 | Mejor Actor de Reparto | 12 Years a Slave | Nominado  |
| 2012 | Mejor Actor            | Shame            | Nominado  |

### Festival Internacional de Cine de Venecia
| Año  | Categoría                | Película | Resultado |
| ---- | ------------------------ | -------- | --------- |
| 2011 | Copa Volpi a Mejor Actor | Shame    | Ganador   |